# Линцбах, Пеэтер Якобович
Пеэтер Якобович Линцбах (эст. Peeter Linzbach; 16 июля 1902, Санкт-Петербург — 21 января 1973, Таллин) — эстонский советский театральный художник и кинематографист. Член Союза художников (1940), Театрального союза Эстонской ССР (1953) и Союза кинематографистов (1958). Заслуженный художник Эстонской ССР (1962).

## Биография
Родился в семье лингвиста и философа Якова Линцбаха. В 1917 окончил училище в Петрограде, в 1917—1921 годах учился в Петроградской Академии художеств.
Переехал в Эстонию в 1921 году. С 1922 по 1929 год продолжил свои занятия искусством в Париже, где работал его отец. Работал на киностудиях Парижа и Лиссабона в 1929—1939 годах. Был одним из художников в первом звуковом фильме режиссёра Рене Клера «Под крышами Парижа» (1930).
Вернувшись в Эстонию, работал в Таллинском трудовом театре с 1939 по 1941 год. В 1941—1949 годах в Драматическом театре, в 1949—1950 годах в Русском драматическом театре, 1950—1953 в Театральном союзе Эстонской ССР, в 1953—1954 снова в Драматическом театре. С 1954 года на Таллиннской киностудии (позднее Таллиннфильм) (фильм «Им было восемнадцать», 1965). В 1965—1966 годах работал главным художником в Русском драматическом театре.
Линцбах умер 27 января 1973 года в Таллине. Похоронен на Кладбище Пярнамяэ.
В 1973 году режиссёр Семен Школьников снял фильм «Художник Пеэтер Линцбах».
Дочь Тийна Линцбах в 1973—1993 годах работала кинохудожником и мастером кукол и декораций на киностудии «Таллинфильм». Внучка — актриса Катрин Кохв.

## Сценические работы
- Новачинский Цезарь и человек (Драматический театр, 1940 г.)
- Ибсен Генрик Строитель Сольнес  (1940 г.)
- Арбузов Таня (1940 г.)
- Лавреньев Разлом (Таллиннские рабочие, 1941 и 1951 гг.)
- Горький На не (Драматический театр, 1941 г.)
- Оноре Бальзак Евгения Гранде (Драматический театр, 1941 г.)
- Лагерлёф Сага о Йёсте Берлинге (1942 г.)
- Хуго Раудсепп Флаги в шторм (1942 г.)
- Ибсен Генрик Битва за трон (1942 г.)
- Герхарт Гауптманн Шуба из бобра (1942 г.)
- Мольер Учёные женщины (1943 г.)
- Ибсен Генрик Нора (1943 г.)
- Джордж Бернард Шоу Пигмалион (1944 г.)
- Карло Гольдони Мирандолина (1945 г.)
- Шекспир Король Лир (1945 г.)
- Погодин Кремлёвские куранты (1947 г.)
- Мольер Тартюф (Русский драматический театр, 1949 г.)
- Якобсон Два лагеря (Русский драматический театр, 1949 г.)
- Бомарше Свадьба Фигаро (1953 г.)
- Корнищук Потеря эскадрильи (1953 г.)
- Лермонтов Маскарад (1954 г.)
- Вишневский Оптимистическая трагедия (Драматический театр, 1957 г.)
- Таммсааре Евреи (Драматический театр 1960 г.)
- Островский Волки и овцы (1966) и Гроза (Русский драматический театр, 1973 г.)

## Награды и звания
- 1962 — Заслуженный артист Эстонской ССР